# Korciîn, Radehiv
Korciîn (în ucraineană Корчин) este localitatea de reședință a comunei Korciîn din raionul Radehiv, regiunea Liov, Ucraina.

## Demografie
Componența lingvistică a localității Korciîn
     Ucraineană (99,38%)
     Alte limbi (0,63%)
Conform recensământului din 2001, majoritatea populației localității Korciîn era vorbitoare de ucraineană (99,38%), existând în minoritate și vorbitori de alte limbi.